# Военная история Франции
Военная история Франции включает в себе обзор военных событий и конфликтов за период более чем за две тысячи лет в пределах современной Франции, части Европы и бывших колониальных владений.

## Средние века
У германцев, разрушивших Западную Римскую империю и основавших на её развалинах новые государства, в том числе и Франкское государство, войско носило характер народного ополчения (Heerbann). Но с превращением незначительных политических соединений в большие племенные союзы, с началом воинственного переселения народов и с завоевательным движением племен через римские границы, начала у германцев крепнуть королевская власть. Короли в раздаче земельных участков видели единственное средство к привлечению подданных к себе на службу. Дарование земельного участка было связано с обязанностью владельца участка являться с оружием в руках всякий раз, когда этого потребует король. Коронные вассалы обязаны были являться на службу к королю не только лично, но и приводить с собою отряды войск, численность которых находилась в зависимости от величины их лена. Необходимым следствием такого порядка вещей было то, что сеньоры, получившие в лен королевские имения, начали передавать участки их другим лицам на тех же условиях, на которых они сами получали их от короля, причём последние, в свою очередь, становились в вассальные отношения к своим сюзеренам.
Феодальная система повлекла за собой вытеснение народного ополчения, состоявшего, главным образом, из пехоты, тяжело вооружённой рыцарской конницей.
Во Франции начиная с XI века стали появляться в значительном количестве наёмные дружины из брабансонов, швейцарцев, шотландцев и т. д., которые сперва употреблялись в виде дополнения к феодальному войску, а затем получили самостоятельное значение. Но мере того как феодализм приходил в упадок, потребность в наемной силе всё более увеличивалась и наряду с чужеземными наёмными войсками, к концу XIII века начинают появляться и местные военные дружины, так называемые compagnies franches — вольные роты, банды.
Во время войны между Францией и Англией во второй половине XII века наёмники сражались на обеих сторонах и опустошили всю страну; тем не менее Филипп II Август долго еще держал на жалованье наёмников, называвшихся soudoyers или soldats.
В XIV веке, во время Столетней войны, французские наёмные войска получили еще большее значение. Разбитые при Креси в 1346 году и при Мопертюи в 1356 году наёмники, соединившись с другими изгнанными и обедневшими элементами, сделались вскоре ужаснейшим бичом Франции и — если недоставало средств на жалованье им — главными опорами революционных движений. В 1362 году, когда против них было мобилизовано феодальное ополчение, они его разбили при Бринье. В 1365 году удалось изгнать 50000 наёмников, под начальством «архипастыря» Серволы (Cervola), в Эльзас, а несколько предводителей банд король Карл V принял на свою службу, в качестве capitaines ordonnés.

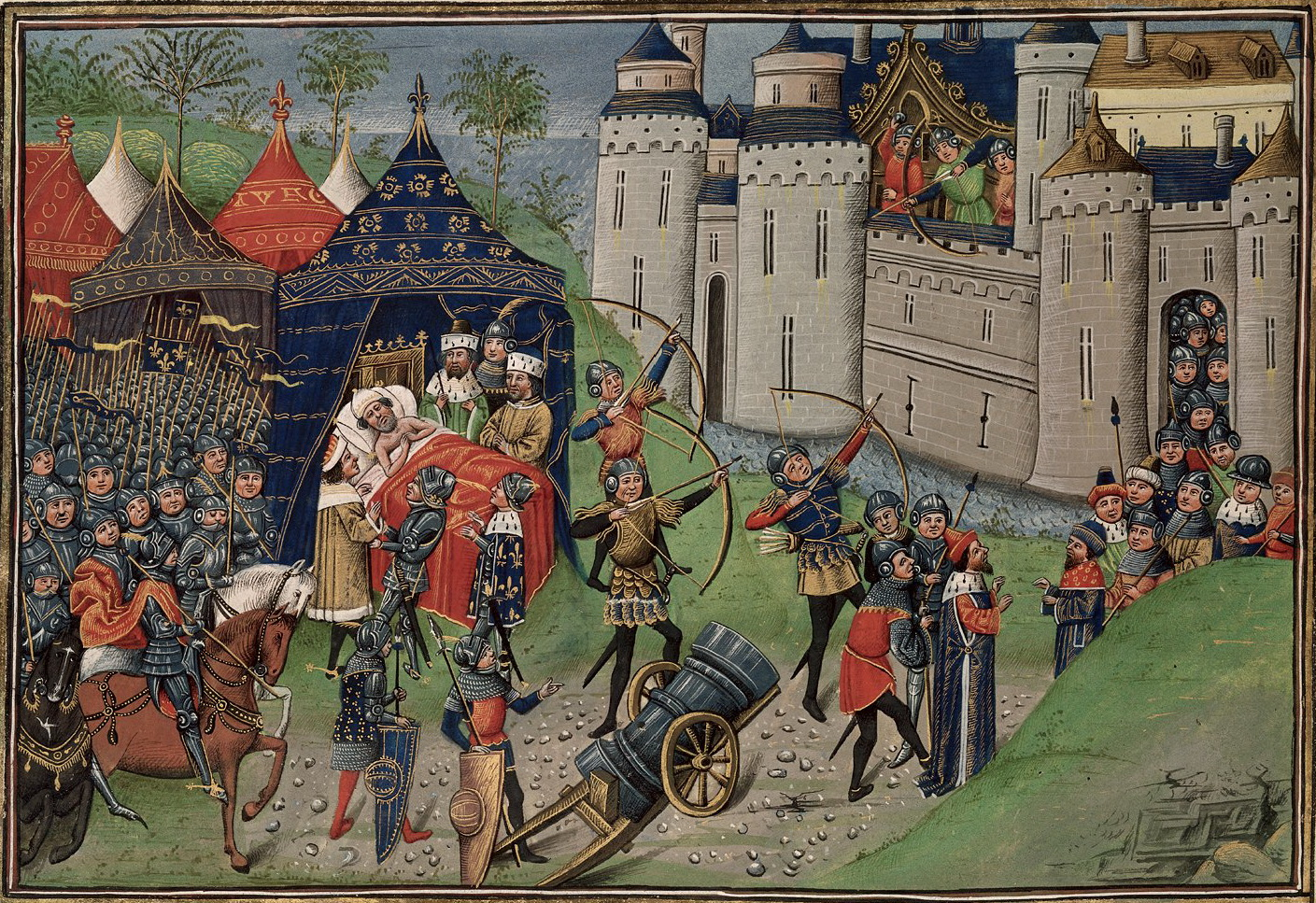
Смерть дю Геклена. Миниатюра из «Староанглийских хроник» Жана де Ваврена. 1479—1480 гг.

Действительную помощь стране принёс лишь коннетабль Дюгеклен, приучивший беспорядочные банды к строгой дисциплине и приспособивший их к войне с англичанами. Снова наёмники стали играть большую роль во Франции, когда Бернар д’Арманьяк в 1410 году вступил в борьбу партий со своими гасконскими отрядами. Арманьяки своей страстью к грабежам сделались постоянной опасностью для Франции.
Первым королём, принявшим энергичные меры к уничтожению вольных рот, был Карл VII. Установив специальный налог для покрытия расходов на содержание войска, он получил возможность принять крутые меры и резко изменить прежнее положение вещей. Прежде всего целым рядом изданных королём ордонансов у частных лиц было отнято право составления вооружённых отрядов, и это право было отнесено исключительно к прерогативам короны. Лицо, желавшее посвятить себя военному ремеслу, должно было испросить у правительства патент (ордонанс) на образование роты, величина которой определялась вместе с выдачей патента; капитаны, получившие патент, становились ответственными перед верховною властью за все бесчинства и нарушения закона их ротами. Эти роты получили название ордонансовых (compagnies d’ordonance). Они стали первой постоянной армией в Европе, организованной на началах военного верховенства короля. Наряду с ордонансовыми ротами, представлявшими собою кавалерию, Карл VII пытался также организовать и пешую земскую милицию, создав в 1448 году отряды «вольных стрелков», но эти попытки оказались неудачными; при существовавших тогда земельных отношениях давать оружие в руки крестьянам представлялось делом опасным, а потому Людовик XI уничтожил крестьянскую милицию и начал комплектовать пехоту швейцарскими наемниками путём вербовки.

## XVI—XVII века
Во время Итальянских войн основную часть французской пехоты составляли наёмники, как швейцарские, так и немецкие ландскнехты. В 1534 году Франциском I были созданы так называемые «национальные легионы», которые, однако, просуществовали недолго. Кавалерия состояла из тяжеловооружённых «жандармов» ордонансовых рот, которым в 1529 году были приданы конные аркебузьеры. Также имелась и лёгкая кавалерия — аргулеты и страдиоты.
После религиозных войн второй половины XVI века Генрих IV в 1597 году сделал несколько наёмных полков пехоты (Пикардийский, Шампанский и Наваррский), а также Gardes françaises постоянными. Их называли Les Vieux (старые). К ним добавили ряд других полков, и к 1609 году имелось 20 000 французской пехоты и 12 000 иностранных (в основном, швейцарских) наёмных пехотинцев.

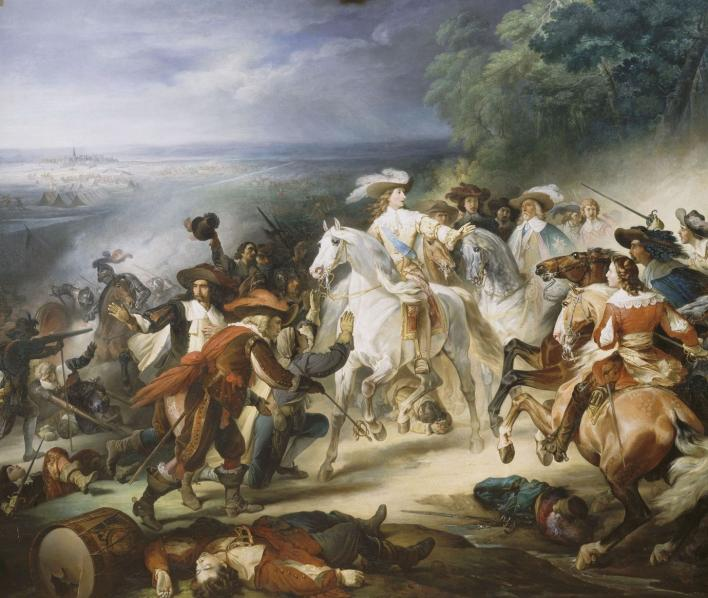
Франсуа Жозеф Гейм, «Битва при Рокруа»

Во время Тридцатилетней войны французы прославились победой над испанцами при Рокруа в 1643 году. В 1640-е годы при Ришельё численность французских войск возросла, в том числе за счёт включения в их состав 8 000 шведских солдат, которыми командовал Бернгард Саксен-Веймарский.

## Создание регулярной армии
Создателем постоянной регулярной армии стал военный министр Людовика XIV Лувуа. После смерти в 1661 году герцога д’Эпернона ордонансом от 28 июля 1661 года была упразднена должность генерал-полковника пехоты. Это имело большое значение, поскольку теперь не генерал-полковник, а сам король стал назначать всех офицеров пехоты.

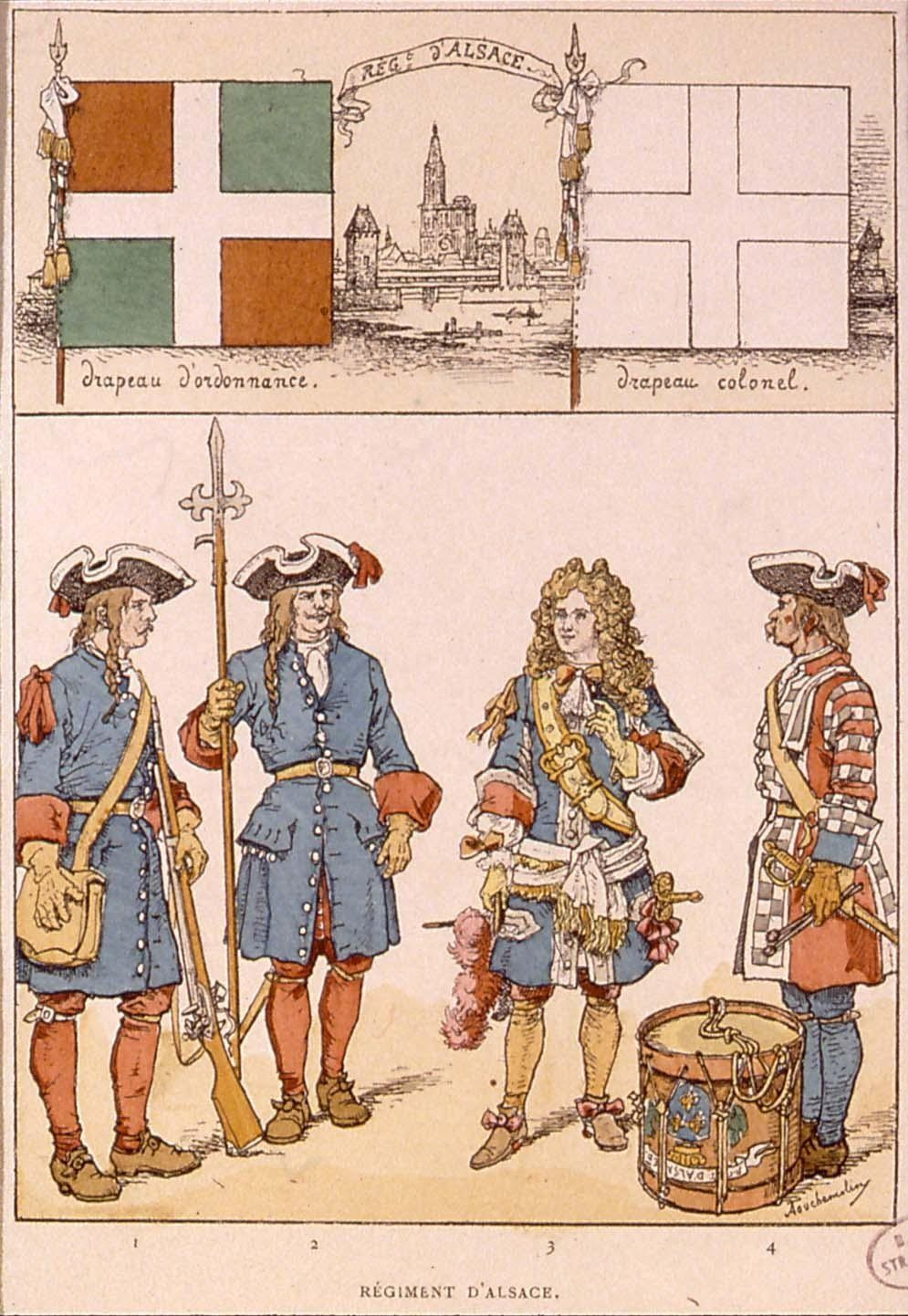
Гренадер, сержант, офицер и барабанщик Эльзасского полка, 1696 г.

При Людовике XIV войны следовали одна за другой (Деволюционная война 1667—1668 годов, Голландская война 1672—1678 годов, франко-испанская война 1683—1684 годов, Война Аугсбургской лиги 1688—1697 годов, Война за испанское наследство 1701—1714 годов), поэтому армия не распускалась после завершения военных действий, а её численность возросла до сотен тысяч человек.
Французские пехотные полки делились на гвардейские (военный королевский двор), т. н. «старые» («старые отряды» — Les Vieux Corps и «младшие старые» — Les Petis Vieux) и сформированные впоследствии. Последние включали в себя как собственно французские, так и вербованные иностранные. Помимо двенадцати «старых» полков, в период до 1684 года во французской армии было создано еще 146 пехотных полков. Из собственно французских полков постоянными в 1660 году было 10, к 1672 году их число возросло до 19, а к 1689 — до 53.
Что касается организации французской армии на уровне выше полка, то в конце 1660-х годов по инициативе маршала Тюренна были созданы бригады из 2-4 полков пехоты и кавалерии
Гвардейская кавалерия по состоянию на 1679 год включала четыре роты Garde du corps du roi, роту жандармов гвардии, роту шеволежеров гвардии, две роты королевских мушкетеров и ротe конных гренадер. Также имелось 12 рот жандармов и шеволежеров, 99 полков лёгкой (линейной) кавалерии и 14 полков драгун. Общая численность кавалерии в 1679 году составляла 60 360 человек.
Для развития кавалерии в 1665 году был издан королевский указ об организации конезаводов.
После Деволюционной войны разбросанные по гарнизонам крепостей артиллеристы были сведены в четыре роты канониров, две роты бомбардиров и две роты рабочих, которые помимо строительства укреплённых позиций занимались наведением понтонных мостов. Эти роты вошли в состав созданного в 1671 году полка королевских фузилёров (он был вооружён кремнёвыми фузеями вместо мушкетов), в обязанности которого входила охрана артиллерии в бою. В 1693 году этот полк получил название Королевского Артиллерийского.
В ноябре 1688 года указом короля было создано ополчение (милиция) для охраны тыла, которое формировалось в провинциальные полки. Реально оно существовало с 1689 по 1698 год.
Офицерами были, в основном, дворяне, хотя среди них встречались и недворяне (ротюрье). Существовала система продажи чинов, но офицерский чин можно было получить и за заслуги на войне.
Возникла также необходимость создания штабных структур. В связи с этим появилось звание «лагерный маршал», который осуществлял функции генерал-квартирмейстера, начальника штаба. Ему подчинялись разведывательная служба, фурьерская служба, подразделения охраны. В 1690-е годы в армии стали создаваться генеральные или главные штабы, во главе которых становились наиболее отличившиеся «лагерные маршалы», при них были многочисленные штаб-офицеры (aides mareshal des logis).

## Революционные и наполеоновские войны
После Великой французской революции началось разложение старой армии. Происходило расхищение денежных ящиков, распродажа обмундирования и оружия, избиение офицеров, пытавшихся поддержать порядок.
В конце 1791 года в преддверии первой войны революционной Франции в армию записались 100 тыс. добровольцев, однако их подготовка оставляла желать лучшего.

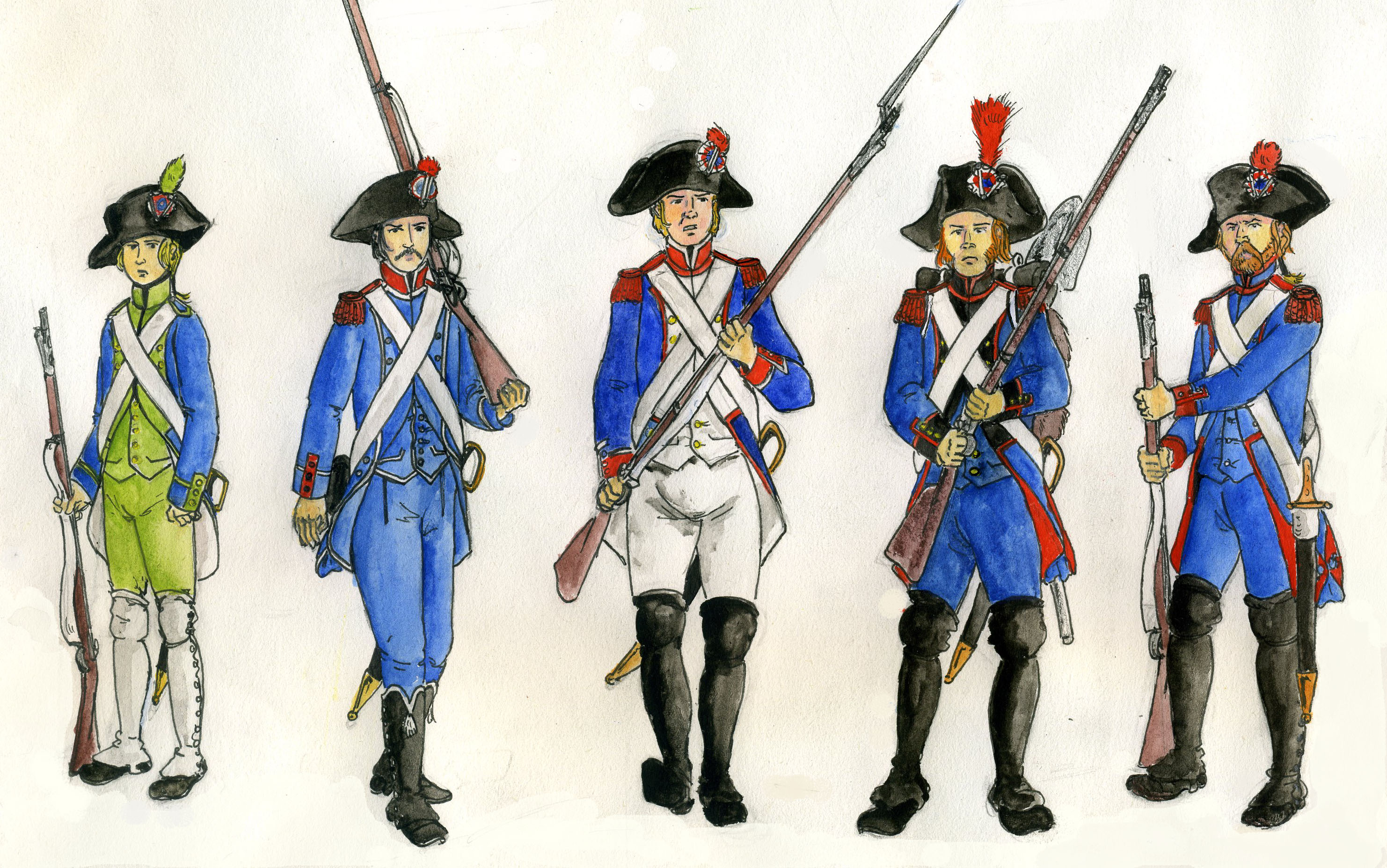
Солдаты французской революционной армии

Но победа в сражении при Вальми 20 сентября 1792 года ободрила французов. В нём особую роль сыграла хорошо обученная артиллерия, доставшаяся в наследство от старой армии.
24 февраля 1793 года было принято решение о призыве в армию 300 тыс. человек (в действительности было мобилизовано только 180 тыс.), а через полгода, 23 августа 1793 года, была введена всеобщая воинская повинность — levèe en masse: призывались все холостые мужчины в возрасте от 18 до 25 лет. Так революционной армии был обеспечен огромный численный перевес над армиями противников, которые не могли, без существенных перемен в государственном строе, ввести всеобщую воинскую повинность.

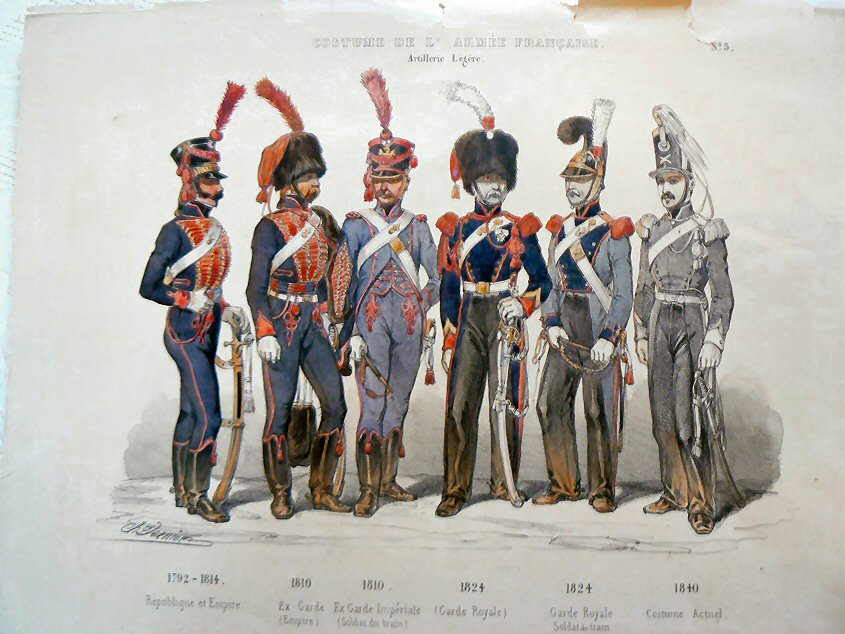
Униформа французских артиллеристов с 1792 года по 1840 год

Большую роль в создании армии нового типа сыграл Лазар Карно, ставший в августе 1793 года членом Комитета общественного спасения, отвечавшим за военные вопросы. Его прозвали «организатором победы». По его инициативе произошло слияние частей старой королевской армии с революционными батальонами волонтёров. Вместо прежних полков создавались полубригады, в состав которых входили по одному старому королевскому батальону и по два волонтёрных батальона. Кавалерийские полки при этом сохранились почти в том же виде, что и до революции.
Французская революционная армия прошла путь от начальных катастрофических поражений до выдающихся побед под командованием генералов Моро, Массены и Бонапарта.
Во времена Наполеона французская армия захватила большую часть Европы во время Наполеоновских войн, но, в конце концов, в 1815 году потерпела окончательное поражение.

## Французская армия в 1815—1914 годах

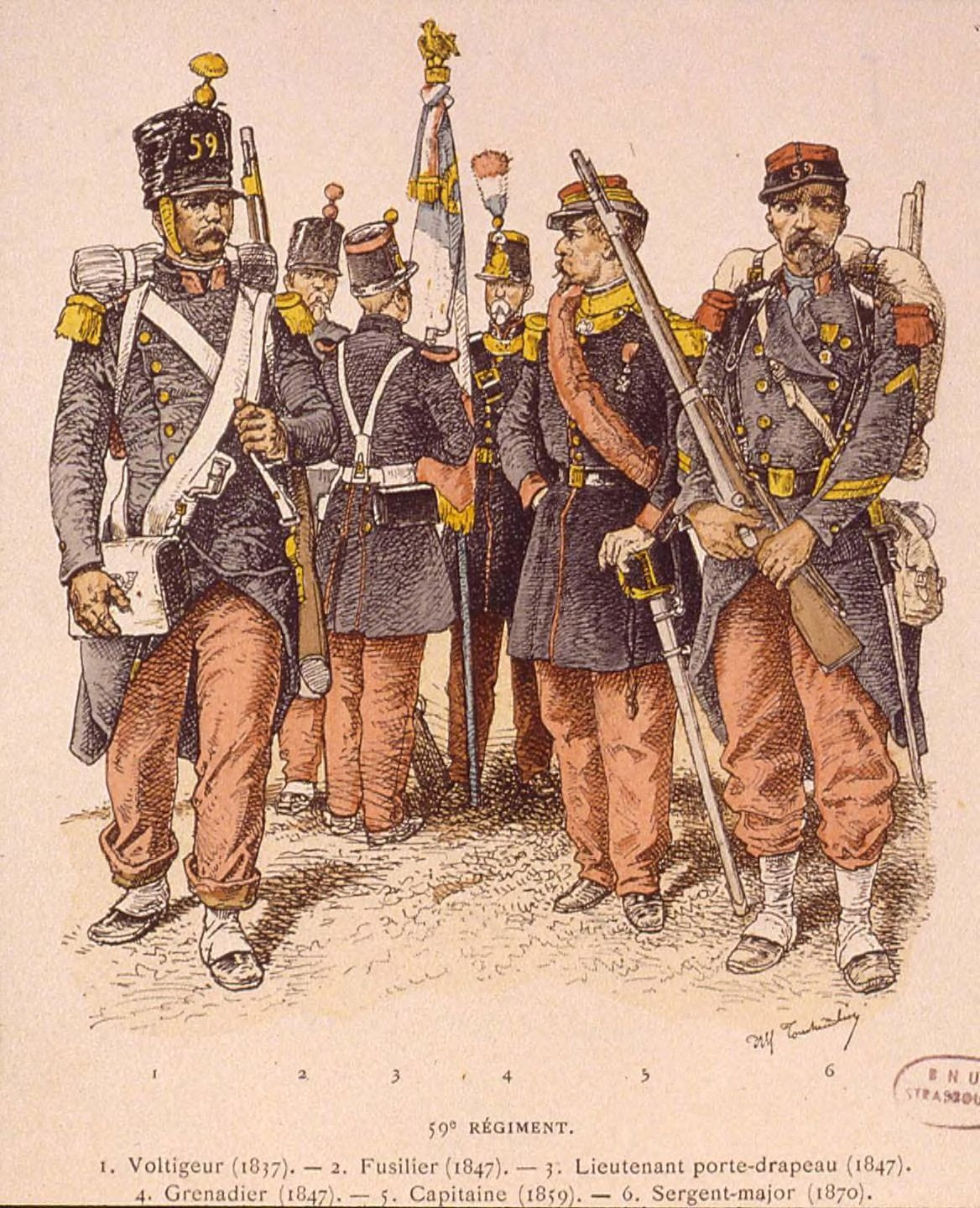
Униформа 59-го пехотного полка с 1837 года по 1870 год

Во Франции в 1818 году конскрипция была отменена, и производство рекрутских наборов было допущено при недоборе добровольцев, причём в этих случаях военнообязанным предоставлялось в самых широких размерах право заместительства и обмена номеров жребия. Реально все молодые люди, независимо от происхождения, достигнув 20 лет, тянули жребий, и если им выпадал «плохой номер», то их призывали на шесть лет под знамёна, а потом ещё шесть лет они числились в запасе. Если призывник имел средства, то он мог выставить вместо себя замену. Затем срок действительной службы увеличили до 8 лет. После окончания срочной службы солдаты предпочитали оставаться на ней сверхсрочниками, так французская армия становилась всё более профессиональной и изолированной от общества. Что касается офицеров, то в 1825 году 50% новопроизведённых офицеров были из солдат, а при последующих режимах эта пропорция выросла до двух третей. Старое дворянство в 1825 году составляло только 24% производств в офицеры, а наполеоновское дворянство — 3%.

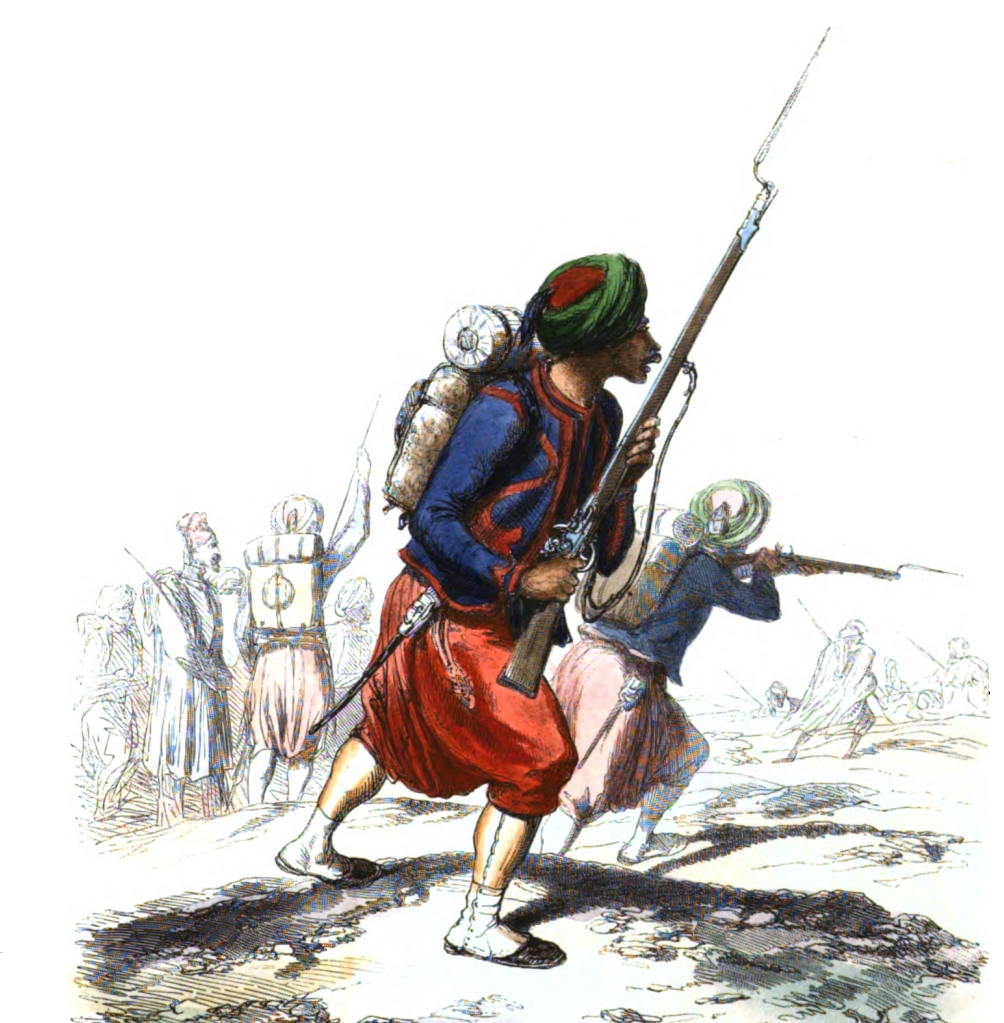
Французский зуав в 1843 году

В 1830 году началось французское завоевание Алжира, которое продлилось до 1847 года. В 1830 году маршалом Клозелем в Алжире были сформированы 2 батальона зуавов, составленные частью из иностранцев, частью из туземцев. Затем французским уроженцам предложено поступать в зуавы на правах добровольцев.

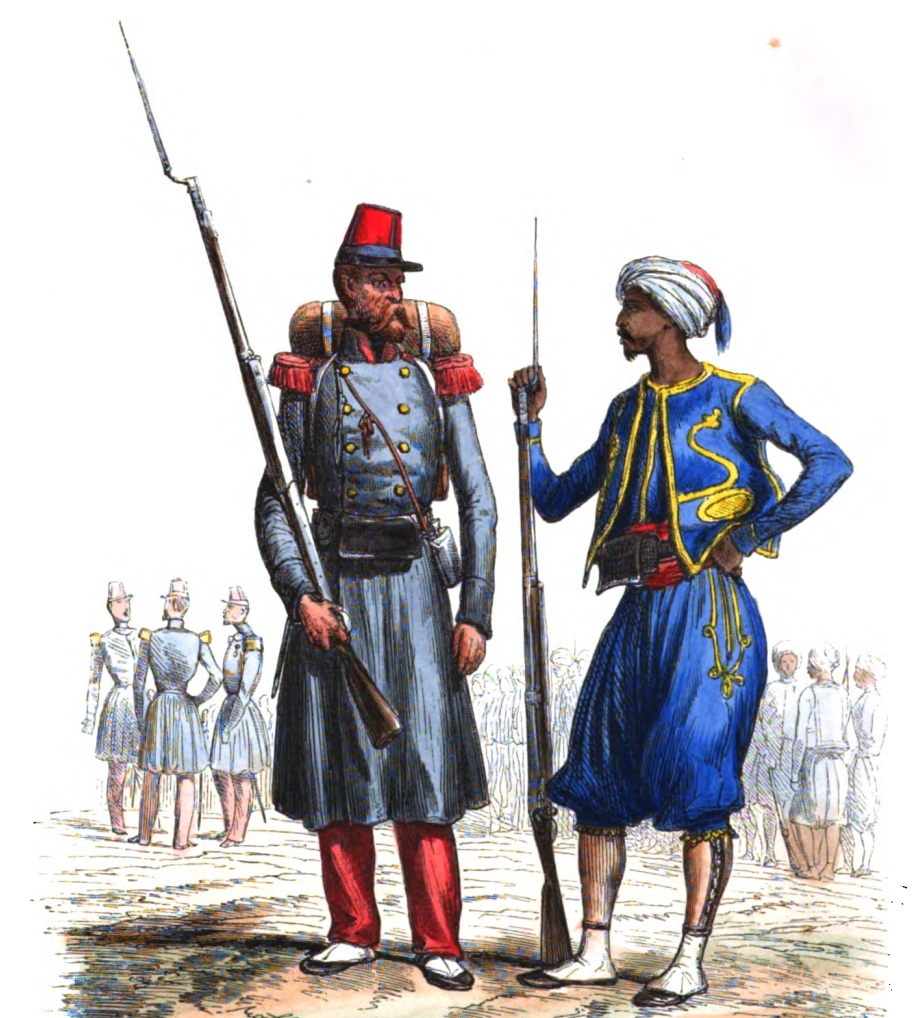
Солдат Иностранного легиона и туземный стрелок в 1843 году

В 1831 году был создан французский Иностранный легион. Днём славы Иностранного легиона стало 30 апреля 1863 года, когда во время Мексиканской экспедиции произошло сражение при Камероне.

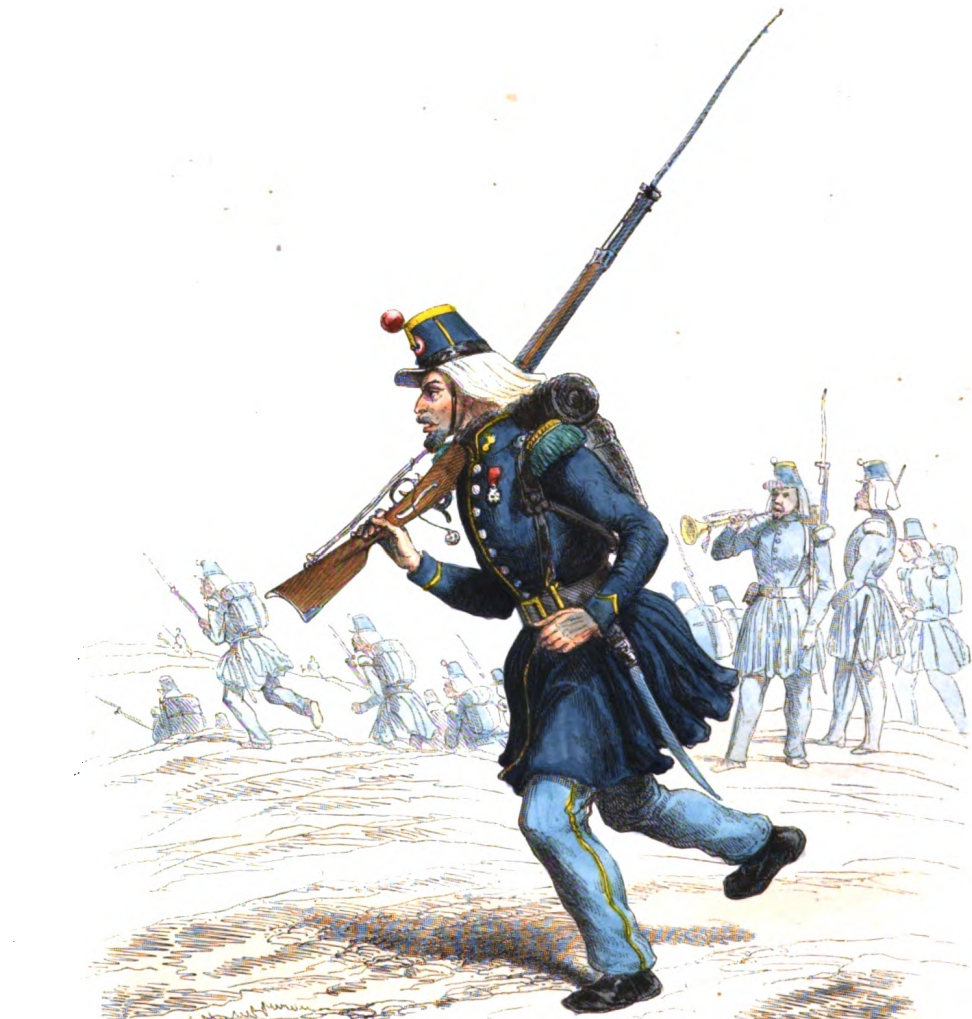
Весенский стрелок в 1843 году

В 1832 году срок службы был снижен с восьми до семи лет. В 1838 году сын короля Луи-Филиппа I герцог Орлеанский учредил батальоны, в дальнейшем известные как венсенские стрелки — легкую пехоту, вооруженную нарезным оружием.
После Крымской войны в 1855 году право заместительства во Франции было отменено и заменено выкупом; лица, желавшие освободиться от личного отбывания воинской повинности, вносили определённую денежную сумму в особую дотационную кассу, на средства которой уже само правительство нанимало заместителей из старых солдат, желавших остаться на вторичную службу. Австро-прусская война 1866 года, наглядно доказавшая преимущество прусской военной организации, заставила французское правительство издать новый закон о комплектовании армии (закон маршала Ньеля 1868 года), которым было отменено право выкупа и восстановлено право заместительства. Закон 1868 года не успел ещё оказать существенного влияния на организацию вооружённых сил Франции, как вспыхнула война с Пруссией. Вопрос о преобразовании военной системы был предложен на обсуждение национального собрания сейчас же после войны, и в 1872 году Национальным Собранием почти единогласно был принят новый закон о комплектовании армии, основанный на принципе общеобязательного и личного отбывания воинской повинности и не допускающий ни выкупа, ни заместительства. По этому закону те, кто при жеребьевке вытягивал «плохие» номера, должны были служить 5 лет, а те, кто вытягивал «хорошие» — 6 или 12 месяцев. После действительной службы солдаты зачислялись в резерв и территориальные войска. 20% призывников вытягивали «хороший» номер, а остальные тоже служили менее пяти лет, их военный министр демобилизовал досрочно по финансовым причинам. Теперь армейские корпуса сохранялись и в мирное время, и Франция была разбита на 18 корпусных участков (19-м стал Алжир). 
По закону 1889 года 70% призывного контингента служили три года под знамёнами, а остальные, включая семинаристов и представителей «либеральных профессий», служили год. Благодаря этому численность французской армии при мобилизации достигала 1,4 млн человек. 
В связи с созданием обширной колониальной империи по закону 1900 года были созданы специальные колониальные войска (troupes coloniales), которые состояли из двух отдельных составляющих: колониальный армейский корпус, содержавшийся в метрополии, состоявший из европейцев и прошедший профессиональную подготовку, который отправлял солдат в колонии небольшими группами в соответствии с «колониальным туром» и войска, набранные из местного населения колоний (тиральеры, спаги и т. п.).

## Первая мировая война

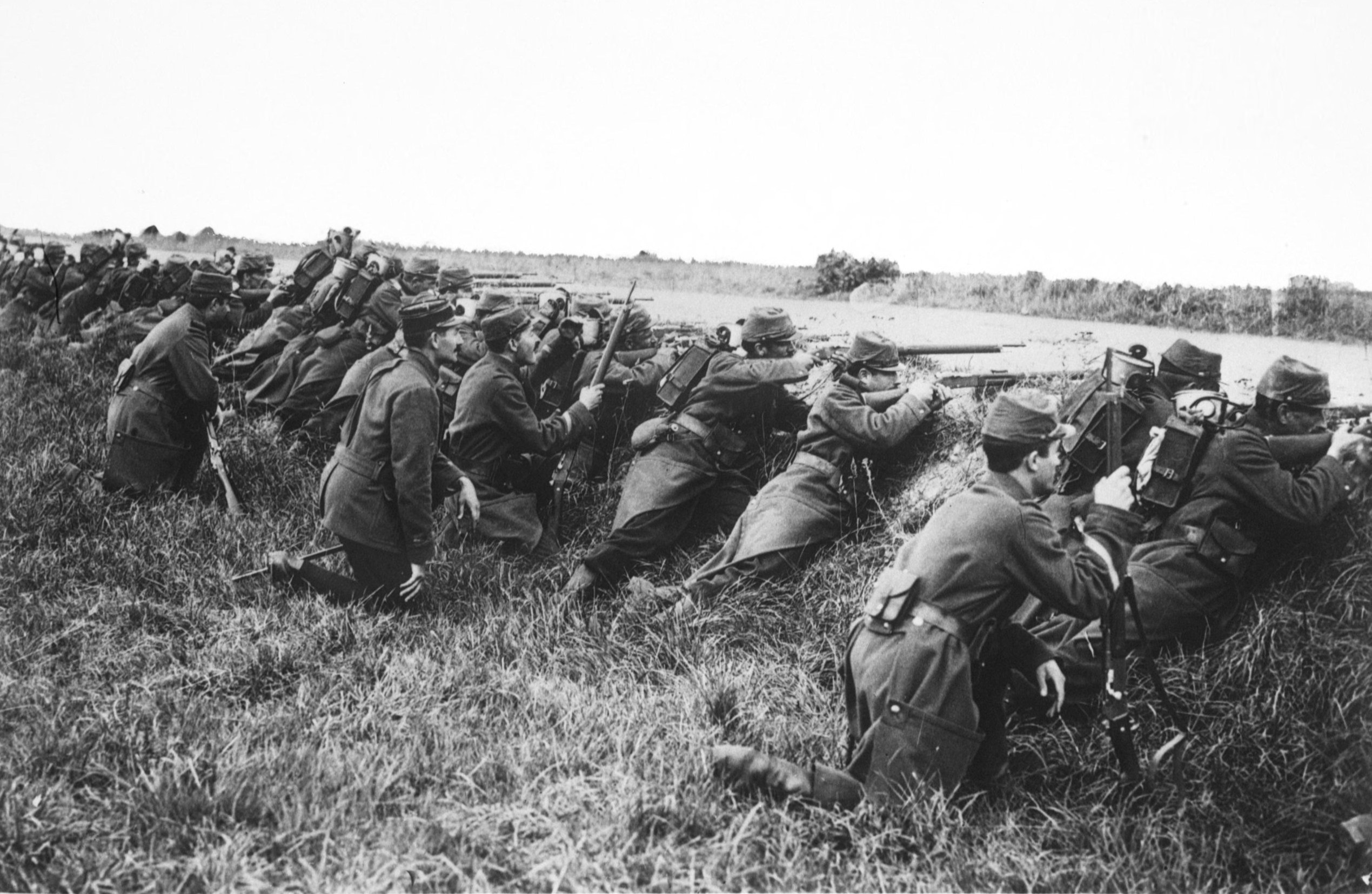
Французские солдаты во время битвы на Марне, 1914 год

В августе 1914 года французские вооружённые силы насчитывали 1 300 000 солдат. Во время Первой мировой войны французские вооружённые силы достигли размера 8300000 солдат, из которых около 300000 прибыли из колоний. Наиболее известными французскими военачальниками этой войны были Жоффр, Фош, Манжен, Дегутт, Петен, Робер Жорж Нивель, д’Эспере, Морис Саррай.
В начале Первой мировой войны, французская армия была одета в форму франко-прусской войны образца 1870 года, со стандартным головным убором — кепи , не дававшим никакой защиты от вражеского огня. Однако с началом траншейной войны ранения головы стали серьёзной проблемой. Поэтому в 1915 году был разработан шлем Адриана, который защищал как от осколков снарядов, так и от шрапнели (для чего вдоль оси шлема был установлен гребень).
Была принята униформа с капюшоном синего цвета для окоп и униформа цвета хаки для иностранного легиона.
В армии применяли бронеавтомобиль Peugeot и танки Рено FT-17.
Во время войны около 1,4 миллиона солдат были убиты. Это был самый смертоносный конфликт в истории Франции.

## Межвоенный период
К началу 1920-х годов Франция была сильнейшей военной державой в Европе. Она имела 52 дивизии: 44 пехотных, 6 кавалерийских, 2 авиационных. Французская военная авиация в 1920-е годы лидировала по численности во всем мире.
По закону от 1 апреля 1923 года, установившему продолжительность срочной службы в 18 месяцев, численность армии сократилась почти вдвое, до 600 с лишним тысяч человек. В 1928 году срок службы по призыву был сокращён до года. С учётом неблагоприятной демографической ситуации во Франции и опыта Первой мировой войны пополнению войск за счет населения колоний стало уделяться все больше внимания. Численность жителей колоний в составе армий мирного времени в 1934—1939 годах возросла до 157 с лишним тысяч человек, причём они составляли самый профессионализированный компонент вооружённых сил, так как более чем на 30 % состояли из военнослужащих по контракту. С 1935 по 1939 годы штатная численность французской армии, дислоцированной в метрополии, возросла с 350 тысяч до 462 тысяч человек, хотя реальная численность не превышала 425 тысяч.
Первые французские танковые формирования — лёгкие механизированные дивизии появились в кавалерии в середине 1930-х годов. Лишь к концу 1930-х годов были полностью укомплектованы две первые лёгкие механизированные дивизии. Также создавались собственно танковые войска как батальоны непосредственной поддержки пехоты, на период мирного времени сведённые в полки и бригады.

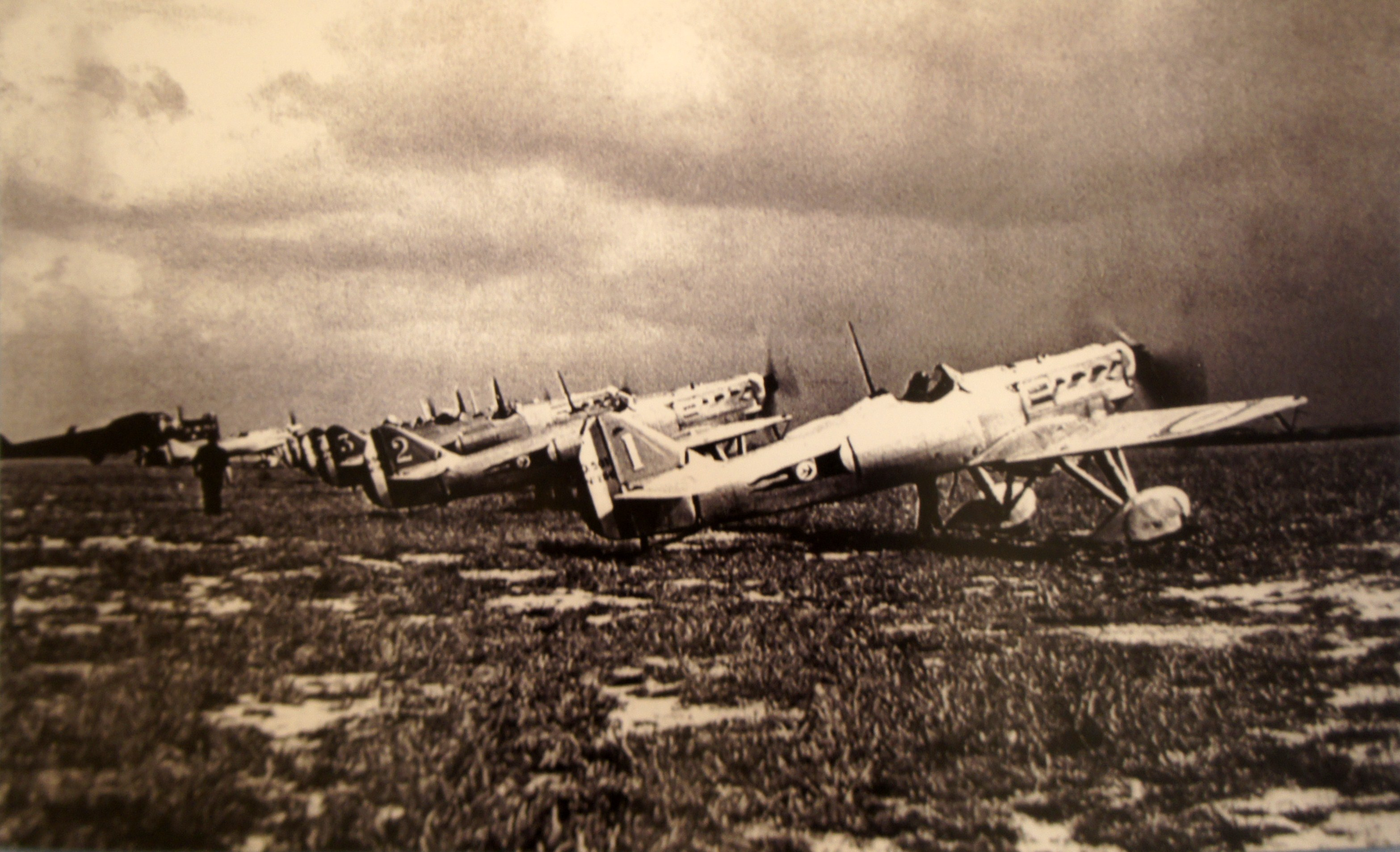
Истребители Dewoitine D.500 на аэродроме 112-й базы («Reims-Champagne») около 1938 г.

В 1936 году французские вооруженные силы располагали всего 386 самолётами, из которых только 194 были боевыми. К 1939 году на вооружении было 3335 самолётов (считая и морскую авиацию).
В 1927—1936 годах на восточной границе Франции была построена линия Мажино.
Военно-морской флот Франции в межвоенные годы успел почти полностью обновить свою материальную базу и считался одним из лучших в мире. К 1939 году в нём было 296 боевых и вспомогательных судов.

## Вторая мировая война
На начало Второй мировой войны, количество воинов во французской армии была увеличена до
2 240 000 солдат, сгруппированных в 94 дивизий (20 из которых были активными, а остальные 74 состояли из резервистов) от швейцарской границы до Северного моря.
После периода так называемой Странной войны в мае 1940 года войска вермахта в течение нескольких недель оккупировали северную Францию, а в южной Франции был установлен профашистский режим Виши.
Генерал Шарль де Голль в Лондоне провозгласил создание организации «Свободная Франция» (с 1942 года — «Сражающаяся Франция»). Во оккупированной Франции развернулось движение Сопротивления.

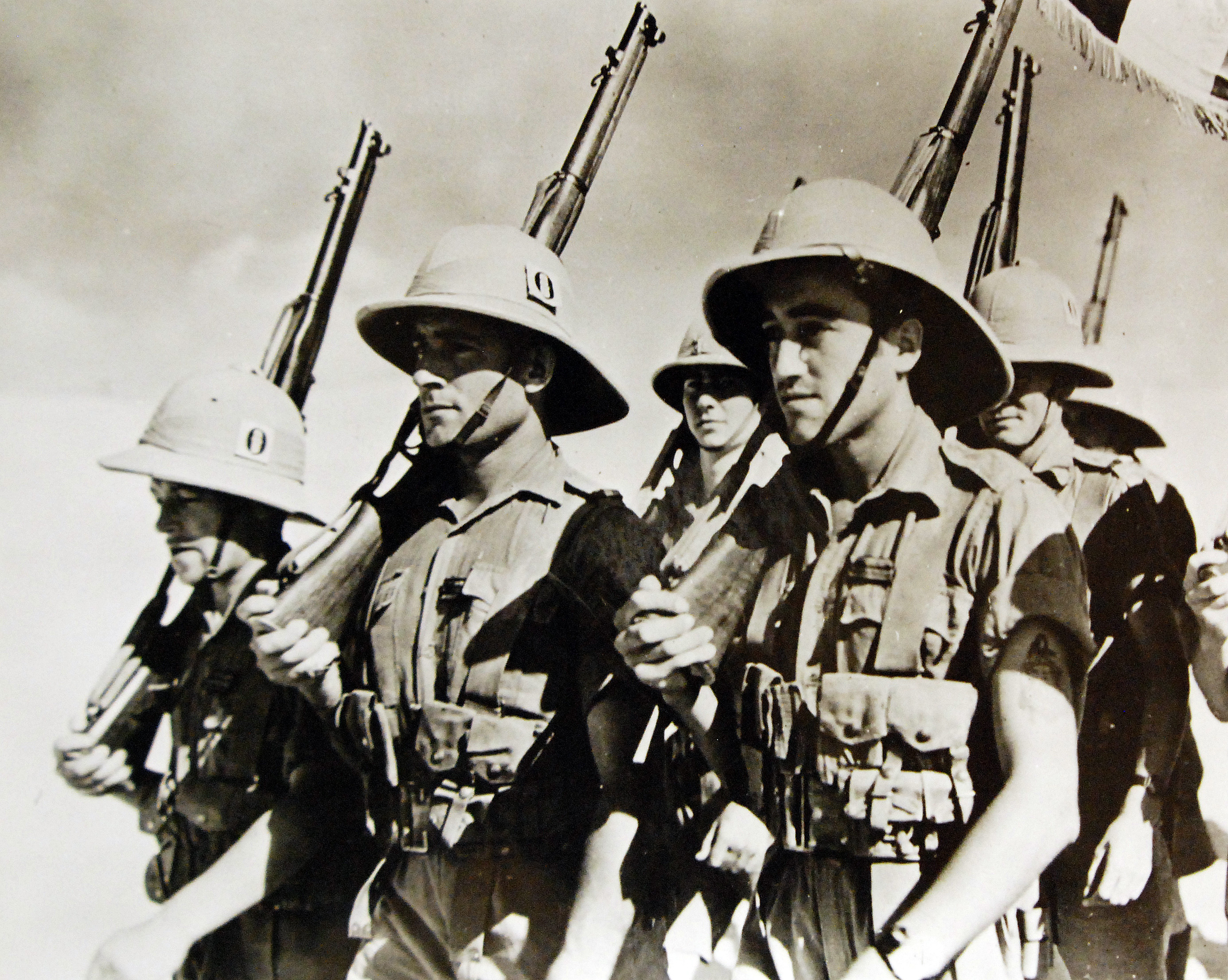
Свободные французские силы в Северной Африке

Боевое крещение Свободные французские силы приняли в сентябре 1940 года в Сенегальской операции, которая завершилась тяжёлым поражением войск союзников. Дальнейшие бои они вели в Габоне и в Эритрее, а затем во время Сирийско-Ливанской операции против французских коллаборационистов, которая продолжалась с июня по июль 1941 года.
Первой боевой операций сил Свободных французских сил в Северной Африке стала битва при Куфре в Феццане, продолжавшаяся с 31 января по 1 марта 1941 года. Но наиболее важным сражением Свободных французских сил стала битва при Бир Хакейме, которая продолжалась в Ливии с 26 мая по 11 июня 1942 года.
8 ноября 1942 года американцы и британцы высадились в Марокко и Алжире. Американцы и британцы одержали быструю победу с минимальными потерями в течение нескольких дней. Французские силы в Северной Африке перешли на их сторону. К январю 1943 года Свободные французские силы завоевали весь Феццан.
В сентябре 1943 года подразделения Свободных французских сил принимали участие в десантной операции союзников на острове Корсика.
В декабре 1943 года в составе союзных сил Французский экспедиционный корпус под командованием генерала Жуэна высадился в Италии.
С 31 июля 1944 года в Нормандии начала высаживаться 2-я французская бронетанковая дивизия под командованием генерала Леклерка. Она подчинялась американскому командованию. 25 августа 1944 года эта дивизия первой вошла в Париж.
Но самая крупная французская группировка — «Армия Б» (переименованная 25 сентября 1944 года в 1-ю французскую армию) — была подготовлена для высадки в Южной Франции, которая была осуществлена 15 августа 1944 года. В дальнейшем эта армия сражалась на юго-западе Германии, конец войны она встретила в Тироле.

## Холодная война
После Второй мировой войны перед Францией встала задача создать практически новые вооруженные силы.

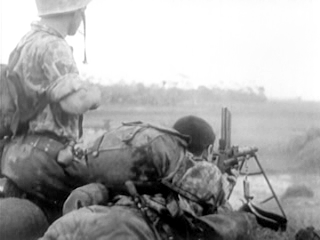
Французские десантники в бою в Индокитае, 1952 год

Несмотря на огромные усилия в Индокитайской войне в 1945—1954 годах и Алжирской войне в 1954—1962 годах, Вьетнам и Алжир получили независимость от французского контроля.
Коренной поворот в строительстве французских вооруженных сил произошел после принятия указа от 7 января 1959 года. Согласно этому указу, они были разделены на три компонента — ударные силы стратегического назначения, боевые силы и силы оперативной территориальной обороны. Ударные силы стратегического назначения были призваны оперативно объединить средства доставки ядерного оружия, которое появилось у Франции в 1960 году. Их первым компонентом стало стратегическое авиационное командование, получившее ядерный статус в 1964 году.
Во время Холодной войны французская армия готовилась к обороне Западной Европы. В начале 1970-х годов для действий в Европе вне территории Франции была предназначена воссозданная в 1969 году 1-я армия. В неё входили пять дивизий по три бригады, две из которых были механизированными.
В 1977 году французская армия перешла от многобригадных дивизий к меньшим по составу дивизиям, состоявших из пяти батальонов/полков каждая. После 1977 года II французский корпус находился в Южной Германии, а также эффективно сформирован резерв для Центральной группы армий НАТО. В восьмидесятых годах двадцатого века, штаб-квартира III французского корпуса была перенесена в Лилль и начали планировать использовать его в поддержке Северной группы армий НАТО. Силы быстрого реагирования пяти лёгких дивизий также предназначались в качестве подкрепления сил НАТО. В конце 1970-х годов была предпринята попытка сформировать 14 лёгких пехотных дивизий резерва, однако этот план был слишком амбициозным.

## Переход к профессиональной армии
В феврале 1996 года президент Франции Жак Ширак приступил к проведению военной реформы, целями которой было:
- переведение армии с призывной системы комплектования на контрактную;
- сокращение вооружённых сил.

В результате реформы, десять полков были расформированы в 1997 году. Вторая бронетанковая дивизия оставила Версаль 1 сентября 1997 года и была расположена в Шалон-ан-Шампань вместо расформированной 10-й бронетанковой дивизии. 5 марта 1998 с учётом текущих структурных изменений во французской армии, министр обороны решил расформировать III корпус, роспуск которого вступил в силу с 1 июля 1998 года.
В течение конца 1990-х годов, во время процесса профессионализации, численность армии сократилась с 236 000 в 1996 году (132 000 призывников) до примерно 140 000. По состоянию на июнь 1999 года численность армии сократилась до (186 000, в том числе около (70,000 призывников срочной службы. 38 из 129 полков было запланировано распустить по сравнению с 1997-99. Девять «малых» дивизий предыдущей структуры и различные боевые бригады и бригады боевого обеспечения были заменены на девять бригад боевых и боевого обеспечения. Силы быстрого реагирования, корпуса пяти небольших дивизий быстрого реагирования, сформированные в 1983 году, были тоже расформированы, хотя некоторые из их подразделений были переформированы повторно.
В 1999 году армия выпустила  Кодекс французского солдата , который содержит следующие предписания:
(…) Мастер своей силы, он уважает своего противника и он осторожен, чтобы щадить гражданское население. Он подчиняется приказам, согласно законам, обычаям войны и международных конвенциям. (…) Он открыт для мира и общества, и уважает различия глобальных сообществ. (…): Оригинальный текст (фр.)'(…) Maître de sa force, il respecte l'adversaire et veille à épargner les populations. Il obéit aux ordres, dans le respect des lois, des coutumes de la guerre et des conventions internationales. (…) Il est ouvert sur le monde et la société, et en respecte les différences. (…)

## Операции в Африке
В XXI веке основной сферой приложения усилий ВС Франции стала Африка. Французские военные проводят операции различного профиля по эвакуации мирных граждан, свержению нелояльных режимов в своих бывших колониях и подавлению мятежей исламистских и племенных группировок. Бывшие колонии страны также являются главным местом расположения французских военных баз.
| Военные операции Франции в Африке в послевоенный период | Военные операции Франции в Африке в послевоенный период |
| Год операции | Название операции |
| --- | --- |
| 1956—1963 | Контрповстанческие операции в Западной Сахаре в поддержку действий войск Мавритании и Марокко |
| 1959—1964 | Помощь правительству Камеруна в создании силовых структур и борьбе с повстанческими отрядами «Союза народов Камеруна» |
| 1961 | Операция «Бульдог» — вторжение в Тунис для захвата стратегического порта Бизерта |
| 1964 | Интервенция в Габон для подавления военного мятежа против президента Л. Мба |
| 1968—1972 | Операции «Лимузин» и «Бизон» против повстанцев в чадской провинции Тибести |
| 1977 | Операция «Вербена» по поддержке действий марокканских и заирских войск против повстанцев в провинции Шаба (Заир) |
| 1977-1978 | Операция «Ламантин» французских ВВС в Мавритании и Западной Сахаре против отрядов фронта Полисарио |
| 1978 | Операция 2-го пехотного полка Иностранного легиона (2e régiment étranger d’infanterie) по разгрому повстанцев и спасению европейцев в Колвези                                                                                                |
| 1978—1980 | Операция «Такод» в Чаде против повстанцев движения ФРОЛИНАТ |
| 1979—1981 | Операции «Кабан» и «Барракуда» в Центрально-Африканской Республике по свержению императора Жана Бокассы I и возвращению к власти президента Д. Дако                                                                                          |
| 1983—1984 | Операция «Манта» в Чаде по поддержке режима президента Х. Хабре |
| 1985 | Рейд французских ВВС на ливийскую авиабазу Уади-Дум в северном Чаде |
| 1986 | Высадка 150 французских парашютистов в Того после попытки свержения президента Г. Эйадемы |
| 1986 — н. в. | Операция «Эпервье». Военное присутствие Франции в Чаде |
| 1989 | Операция «Озид» по ликвидации последствий переворота на Коморских Островах, устроенного наемниками под командой полковника Б. Денара |
| С 1990 (ежегодно) — н. в. | Операция «Коримб» в Гвинейском заливе. Постоянно проводимая ВМС Франции операция для обеспечения военного присутствия в зоне Гвинейского залива, борьбы против пиратов и морских террористов, защита интересов французских компаний в заливе |
| 1990 | Интервенция в Габон. 2 тыс. французских солдат эвакуировали 1,8 тыс. иностранных граждан и оказали помощь местным силовикам во время беспорядков в городах Либревиль и Порт-Жентиль                                                          |
| 1990—1993 | Операция «Норуа» в Руанде. Поддержка войск президента Жювеналя Хабьяримана в борьбе с повстанческим Руандийским патриотическим фронтом |
| 1991 | Тысяча французских солдат посланы в Заир совместно с бельгийцами для поддержки диктатора Мобуту Сесе Секо во время массовых беспорядков |
| 1992—1994 | Операция «Орико». Участие французской армии в гуманитарной операции США и ООН в Сомали |
| 1992—1999 | Операция «Искутир» в Джибути. Французские части контролировали соблюдение условий перемирия между правительством Джибути и повстанческим движением ФРАД                                                                                      |
| 1993 | Эвакуация французских граждан из Киншасы после начала военного мятежа, в ходе которого был убит французский посол в Заире Ф. Бернар |
| 1994 | Операция «Амарилио» в Руанде. Эвакуация европейцев после убийства президента Жювеналя Хабьяримана и начала геноцида тутси |
| 1994 | Операция «Таркуаз» в Руанде. Миссия по защите мирного населения |
| 1995 | Операция «Азалия» на Коморских островах по предотвращению попытки наёмников Боба Денара свергнуть президента Саида Мохаммеда Джохара |
| 1996—1997 | Операции «Алмандин I и II». Подавление мятежей и беспорядков в столице ЦАР — г. Банги |
| 1996—2007 | Операция «Арамис» в Камеруне. Поддержка вооружённых сил страны по защите полуострова Бакасси от притязаний Нигерии |
| 1997 | Операция «Пеликан» в Конго. Эвакуация 6,5 тыс. иностранцев из Браззавиля во время уличных беспорядков |
| 1997 | Операция «Эспадон» по эвакуации французских граждан из охваченной гражданской войной Сьерра-Леоне |
| 1998 | Операция «Малахит» по эвакуации иностранцев из Киншасы |
| 2002 — н. в. | Операция «Ликорн» в Кот-д’Ивуаре. Французские войска разделили правительственные и повстанческие силы после восстания против президента Л. Гбагбо                                                                                            |
| 2003 | Операция «Артемис» в Итури (ДР Конго). Боевая поддержка контингента ООН в регионе |
| 2004 | Уничтожение авиации ивуарийских ВВС в ответ на атаку французской базы в Буаке |
| 2006 | Гуманитарная воздушно-морская операция «Балист» у побережья Ливана в ходе ливано-израильского конфликта с эвакуацией около 1500 беженцев и французских граждан                                                                               |
| 2008 | Содействие чадским войскам в защите столицы — г. Нджамена — во время её штурма повстанцами и эвакуация иностранцев |
| 2008 | Логистическая поддержка ВС Джибути во время пограничного конфликта между Джибути и Эритреей |
| 2008 | Логистическая поддержка Франции (совместно с Ливией) операции ВС стран Африканского союза: Коморских Островов, Сенегала, Судана и Танзании против сепаратистов о. Анжуан                                                                     |
| 2011 | Помощь оппозиции в свержении президента Кот-д'Ивуара Л. Гбагбо |
| 2011 | Операция «Харматан». Участие французской армии в военной интервенции в Ливию |
| 2013 | Операция «Сервал». Военная интервенция в Мали против сепаратистов и исламистов. |
| 2013 | Операция «Сангарис». Военная интервенция в ЦАР с целью прекращения гражданской войны |
| 2014 | Операция «Бархан». Действия в Мали, Чаде, Буркина-Фасо, Мавритании и Нигере против исламистов. |
| Кроме того, на африканском континенте ВС Франции участвуют в следующих миссиях и операциях, проводимых под эгидой Евросоюза: миссия по подготовке подразделений Малийской армии (EUTM) и военно-морская операция ЕС «Аталанта» по борьбе с морским пиратством в Аденском заливе (Сомали) и опасных зонах Индийского океана. | |